# Tusholi Corona
Tusholi Corona is een corona op de planeet Venus. Tusholi Corona werd in 1985 genoemd naar Tusholi, Tsjetsjeense en Ingoesjetische (Kaukasus) godin van de vruchtbaarheid.
De corona heeft een diameter van 350 kilometer en bevindt zich in het quadrangle Meskhent Tessera (V-3) ten noorden van de Tethus Regio. Rond de corona liggen de inslagkraters Miovasu, Faina, La Fayette, Gloria en Jadwiga.